# Jason Patric

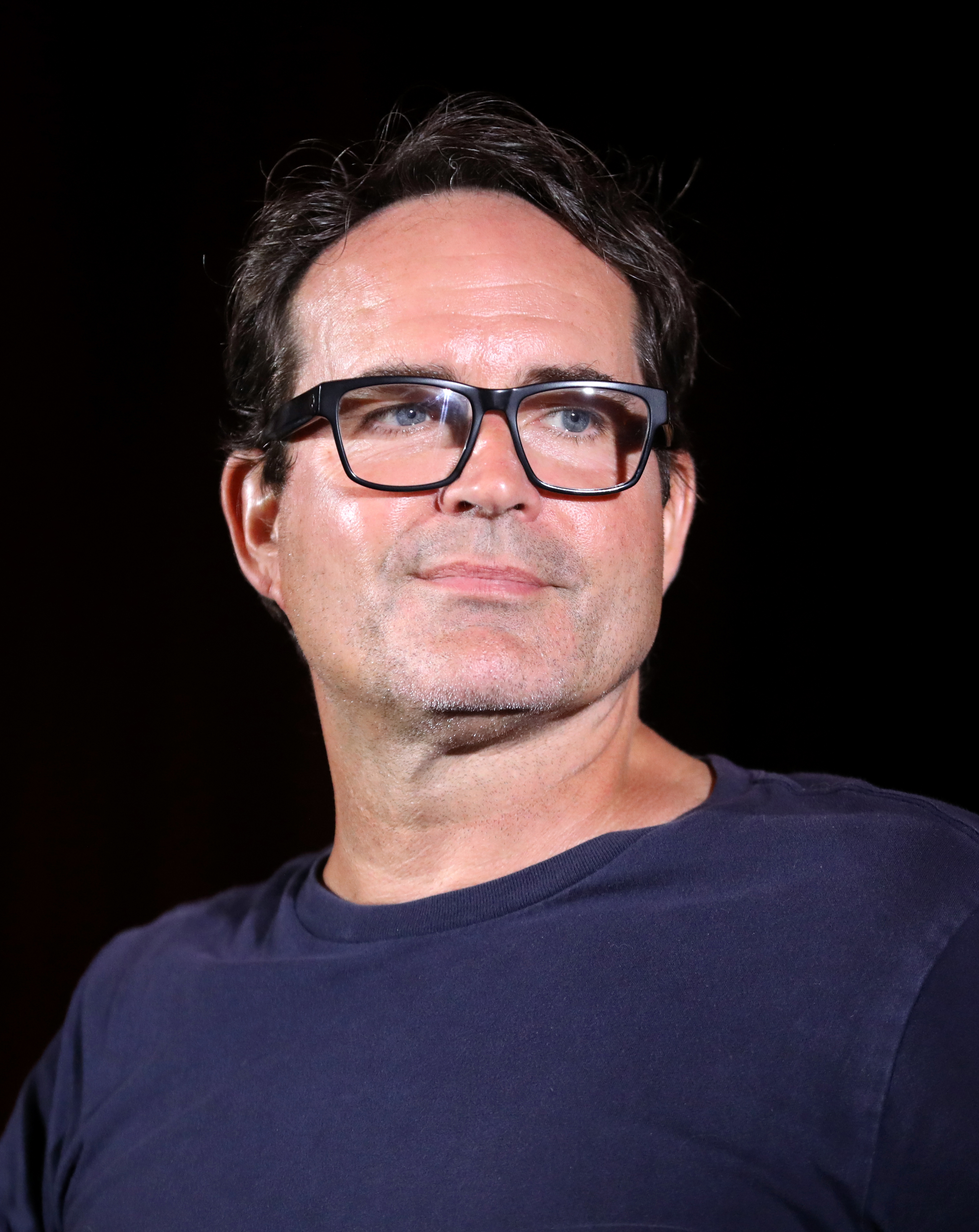
Jason Patric (2024)

Jason Patric (eigentlich John Anthony Miller Jr.; * 17. Juni 1966 in New York City) ist ein US-amerikanischer Schauspieler.

## Leben
Patric ist der Sohn von Linda Gleason und ihrem damaligen Ehemann, dem Schauspieler und Dramatiker Jason Miller (1939–2001), der vor allem durch seine Rolle des Paters Damien Karras in Der Exorzist bekannt wurde. Jason Patric besuchte die von den Salesianern geführte Schule Don Bosco Preparatory School.
Patric debütierte als Schauspieler im Fernsehfilm Der Ausweg (1985), in dem er eine der größeren Rollen übernahm. In dem Horrorfilm The Lost Boys (1987) von Joel Schumacher spielte er die Hauptrolle. Eine der Hauptrollen spielte er ebenfalls neben George Dzundza und Stephen Baldwin im Film Bestie Krieg (1988), neben Jennifer Jason Leigh im Film Fieberhaft (1991), neben Gene Hackman, Robert Duvall und Matt Damon im Film Geronimo – Eine Legende (1993), neben Thandie Newton im Film Weg der Träume (1995), neben Robert De Niro, Dustin Hoffman, Kevin Bacon und Brad Pitt im Film Sleepers (1996) sowie neben Sandra Bullock und Willem Dafoe im Actionfilm Speed 2 (1997). Für seine Rolle im Film Your Friends & Neighbors (1998), in dem er neben Aaron Eckhart, Catherine Keener, Nastassja Kinski und Ben Stiller auftrat, gewann er den Las Vegas Film Critics Society Award, außerdem wurde er für den Golden Satellite Award und den Online Film Critics Society Award nominiert. Bei diesem Film wirkte er auch als Filmproduzent.
Die Hauptrollen in den Filmen Die Firma und Die Passion Christi lehnte Patric ab.
Am Anfang der 1990er Jahre hatte Patric eine Beziehung mit Julia Roberts.

## Filmografie (Auswahl)
- 1985: Der Ausweg (Toughlove, Fernsehfilm)
- 1986: Solarfighters (Solarbabies)
- 1987: The Lost Boys
- 1988: Bestie Krieg (The Beast of War)
- 1990: Teach 109 (Kurzfilm)
- 1990: Denial
- 1990: After Dark, My Sweet
- 1990: Roger Cormans Frankenstein (Frankenstein Unbound)
- 1991: Fieberhaft (Rush)
- 1993: Geronimo – Eine Legende (Geronimo: An American Legend)
- 1995: Weg der Träume (The Journey of August King)
- 1996: Sleepers
- 1997: Speed 2 (Speed 2: Cruise Control)
- 1997: Incognito
- 1998: Your Friends & Neighbors
- 2002: Narc
- 2003: Shortcut to Happiness – Der Teufel steckt im Detail (The Devil and Daniel Webster)
- 2004: Alamo – Der Traum, das Schicksal, die Legende (The Alamo)
- 2007: Im Tal von Elah (In the Valley of Elah)
- 2008: Downloading Nancy
- 2008: Entourage (Gastauftritt)
- 2009: Beim Leben meiner Schwester (My Sister’s Keeper)
- 2010: The Losers
- 2014: The Prince – Only God Forgives (The Prince)
- 2016: Wayward Pines (Fernsehserie, zehn Episoden)
- 2016: Der Schatz von Walton Island (Lost & Found)
- 2017: The Yellow Birds
- 2017: Gangster Land (In the Absence of Good Men)
- 2020: Vanished – Tage der Angst (The Vanished)
- 2024: Terrifier 3

## Auszeichnungen (Auswahl)
- 1991: Chicago Film Critics Association Awards – Nominierung in der Kategorie Vielversprechendster Darsteller (Most Promising Actor) für After Dark, My Sweet
- 1999: Satellite Awards – Nominierung in der Kategorie Bester Nebendarsteller (Best Actor in a Supporting Role in a Motion Picture, Drama) für Männer, Frauen und die Wahrheit über Sex